# Dudley Benjafield

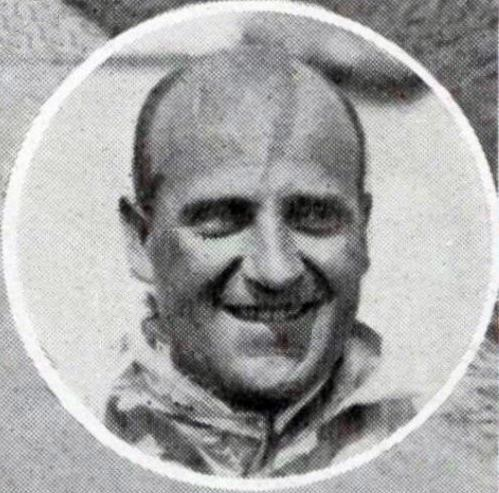
Dudley Benjafield tijdens de 24 uur van Le Mans in 1927.

Joseph Dudley "Benjy" Benjafield (Edmonton, 6 augustus 1887 - Londen, 20 januari 1957) was een Brits autocoureur en een van de beroemde "Bentley Boys" uit de jaren '20. In 1927 won hij, samen met Sammy Davis, de 24 uur van Le Mans.

## Carrière
Benjafield studeerde geneeskunde aan de Universiteit van Londen en kreeg in 1912 de titel Doctor of Medicine. Hij specialiseerde zich in microbiologie en was tijdens de Eerste Wereldoorlog in dienst als dokter voor het British Army in Egypte. In 1918 was zijn expertise belangrijk om de Spaanse griep tegen te gaan.
Op jonge leeftijd was Benjafield al geïnteresseerd in de autosport. In de vroege jaren '20 begon hij zelf te racen, eerst in boten en later in auto's. Hij kocht een Bentley 3 Litre en behaalde hiermee in 1924 en 1925 een aantal goede resultaten, waardoor hij door het fabrieksteam van Bentley een contract kreeg aangeboden. Hij nam deel aan zeven edities van de 24 uur van Le Mans, waarvan zes voor Bentley, en wist in 1927 samen met Sammy Davis de race te winnen. Tijdens deze editie raakte de auto zwaar beschadigd en het team moest meerdere reparaties doen. In 1929 eindigde Benjafield opnieuw op het podium, dat hij deelde met André d'Erlanger.
Benjafield behaalde ook goede resultaten tijdens andere races. In 1928 en 1929 werd hij respectievelijk zesde en vierde in de 6 uur van Brooklands. In 1929 werd hij ook zesde in de Grand Prix van Ierland. In 1930 eindigde hij in een Bentley 4½ Litre als tweede in de 500 mijl van Brooklands, en in 1934 werd hij in deze race derde met een MG K3 Magnette.
In 1928 richtte Benjafield, samen met Earl Howe, de British Racing Drivers' Club op. In 1936 beëindigde hij zijn carrière als autocoureur. In 1957 overleed hij op 69-jarige leeftijd.